# موسبرون
موسبرون (به آلمانی: Moosbrunn) یک منطقهٔ مسکونی در اتریش است که در ناحیه وین-اومگه‌بونگ واقع شده‌است. موسبرون ۱۶٫۹۱ کیلومتر مربع مساحت دارد ۱۸۶ متر بالاتر از سطح دریا واقع شده‌است.